# 繼續革命
《繼續革命》是香港搖滾樂隊Beyond第八張粵語專輯。

## 簡介
《繼續革命》是Beyond加盟華納唱片及起行往日本發展後發行的第一張專輯，有樂評人認為，與以往作品相比，專輯較為華麗且散發著鄉愁。《長城》是該專輯的主打歌，形容中國人的思想退步，封閉保守如同長城般如閉關自守，是《大地》的延續。歌曲帶一點離鄉別井，孤單寂寞的感覺，是Beyond往日本發展的寫照。音樂大師喜多郎參與鍵琴演奏和編曲工作。
《長城》一曲有粵語專輯《繼續革命》、國語專輯《信念》、日語專輯《超越》三種語言及歌詞版本的。

## 曲目
| 次序 | 曲目       | 作曲                     | 填詞   | 主唱   | 日語版歌名                              | 國語版歌名 | 附註                                                             |
| 1    | 長城       | 黃家駒                   | 劉卓輝 | 黃家駒 | The Wall                                | 長城       | Demo為由黃家駒主唱的《長城怨曲》，收錄於《真的BeyondⅠ》內        |
| 2    | 農民       | 黃家駒                   | 劉卓輝 | 黃家駒 | -                                       | 農民       | 此曲原為《文武英傑宣言》，收錄於樂隊1990年EP《戰勝心魔》內       |
| 3    | 不可一世   | 黃家駒                   | 黃家駒 | 黃家駒 | 孤獨 Kodoku                             | 今天就做   | Demo為由黃家駒主唱的《爆裂都市 Part 2》，收錄於《真的BeyondⅢ》內 |
| 4    | Bye-Bye    | 黃家駒                   | 黃貫中 | 黃家駒 | 剎那的混沌 Instant Crazy                | BYE BYE    |                                                                  |
| 5    | 遙望       | 黃家駒                   | 黃家駒 | 黃家駒 | 手紙 Tegami                             | 關心永遠在 |                                                                  |
| 6    | 溫暖的家鄉 | 黃貫中                   | 黃貫中 | 黃貫中 | Home Sick Song                          | 溫暖的家鄉 |                                                                  |
| 7    | 可否衝破   | 黃家駒、 黃家強、 黃貫中 | 葉世榮 | 黃家駒 | リゾ・ラバ Riso Lover ～International～ | 可否衝破   |                                                                  |
| 8    | 快樂王國   | 黃家駒                   | 黃家強 | 黃家駒 | -                                       | 年輕       |                                                                  |
| 9    | 繼續沉醉   | 黃貫中                   | 黃貫中 | 黃家駒 | -                                       | 愛過的罪   |                                                                  |
| 10   | 早班火車   | 黃家駒、 黃家強、 黃貫中 | 林振強 | 黃家駒 | -                                       | 最想念妳   |                                                                  |
| 11   | 厭倦寂寞   | 黃家強                   | 黃家強 | 黃家強 | Kaze 風                                 | 厭倦寂寞   |                                                                  |
| 12   | 無語問蒼天 | 黃家駒                   | 黃家強 | 黃家駒 | -                                       | 問自己     |                                                                  |

## 音樂錄影帶
| 歌名                            | 演唱   | 首播日期 | 首播頻道 | 導演   |
| ------------------------------- | ------ | -------- | -------- | ------ |
| 長城 （页面存档备份，存于）     | 黃家駒 | 1992年   | 無綫電視 | 楊偉業 |
| 不可一世 （页面存档备份，存于） | 黃家駒 | 1992年   | 無綫電視 | 陳偉鳴 |
| 遙望 （页面存档备份，存于）     | 黃家駒 | 1992年   | 無綫電視 | 鄺永康 |

1. ↑  . discogs.   [2023-08-06]. （原始内容存档于2023-08-05） （英语）.
2. ↑  關栩溢 ，「繼續革命」，《踏著Beyond的軌跡 II - 專輯篇》， 香港: 非凡出版， 2023: 194-204